# Zutkerque
Zutkerque é uma comuna francesa na região administrativa de Altos da França, no departamento de Pas-de-Calais. Estende-se por uma área de 16,41 km². Em 2010 a comuna tinha 1 795 habitantes (densidade: 109,4 hab./km²).